# الکس کارپوفسکی
الکس کارپوفسکی (انگلیسی: Alexander "Alex" Karpovsky؛ زادهٔ ۲۳ سپتامبر ۱۹۷۵) یک کارگردان و هنرپیشه اهل ایالات متحده آمریکا است.
از فیلم‌ها یا برنامه‌های تلویزیونی که وی در آن نقش داشته است می‌توان به روز دوست دختر ، درون لوین دیویس (۲۰۱۳)، درود بر سزار! (۲۰۱۶)، قانون و نظم: واحد قربانیان ویژه، تابستان خون (۲۰۱۴)، قانون و نظم: واحد قربانیان ویژه، دختران (مجموعه تلویزیونی آمریکایی) (۲۰۱۷–۲۰۱۲) و هوم کامینگ و اتومبیل‌دزدی بزرگ ۴ (۲۰۰۸) به عنوان بازیگر اشاره کرد.